# Hagal Planitia
L'Hagal Planitia è una struttura geologica della superficie di Titano.